# Jadwigowo (województwo zachodniopomorskie)
Jadwigowo – łąka, dawniej osada PGR, w Polsce, położona w województwie zachodniopomorskim, w powiecie szczecineckim, w gminie Barwice.
W latach 1975–1998 miejscowość położona była w województwie koszalińskim.